# Сан-Филиппо-Нери-ин-Эурозия (титулярная диакония)
Титулярная диакония Сан-Филиппо-Нери-ин-Эурозия (лат. Diaconia Sancti Philippi Neri in Eurosia) — титулярная церковь была создана Папой Павлом VI 7 июня 1967 года апостольской конституцией «Ea sollicitudine affecti». Титулярная диакония принадлежит барочной церкви Сан-Филиппо-Нери-ин-Эурозия, расположенной в квартале Рима Гарбателла, на виа делле Сетте Кьезе.

## Список кардиналов-дьяконов и кардиналов-священников титулярной диаконии Сан-Филиппо-Нери-ин-Эурозия
- Альфред Бенгш — титул pro illa vice (26 июня 1967 — 13 декабря 1979, до смерти);
  - вакансия (1979 — 2003);
- Аттильо Никора — (21 октября 2003 — 12 июня 2014), титулярная диакония pro hac vice (12 июня 2014 — 22 апреля 2017, до смерти);.
  - вакансия (2017 — 2024);
- Фабио Баджо — (7 декабря 2024 — по настоящее время).